# I love you because
I love you because is een single van de Amerikaanse country-zanger Jim Reeves.

## Tracklist

### 7" Single
RCA 1385 (1963)
1. "I love you because"
2. "Anna Marie"

RCA Victor 47-9526 (1964)
1. "I love you because" - 2:42
2. "Waltzing on top of the world" - 2:19

## Hitnotering

### Tijd voor Teenagers Top 10
| I love you because         | I love you because    | I love you because | I love you because | I love you because | I love you because |
| Hitlijst                   | Datum van binnenkomst | Week:              | 1                  | 2                  |                    |
| -------------------------- | --------------------- | ------------------ | ------------------ | ------------------ | ------------------ |
| Tijd Voor Teenagers Top 10 | 9-5-1964              | Positie:           | 9                  | 9                  | uit                |

### Evergreen Top 1000
| Evergreen Top 1000 "I Love You Because" | Evergreen Top 1000 "I Love You Because" | Evergreen Top 1000 "I Love You Because" | Evergreen Top 1000 "I Love You Because" | Evergreen Top 1000 "I Love You Because" | Evergreen Top 1000 "I Love You Because" | Evergreen Top 1000 "I Love You Because" | Evergreen Top 1000 "I Love You Because" | Evergreen Top 1000 "I Love You Because" | Evergreen Top 1000 "I Love You Because" | Evergreen Top 1000 "I Love You Because" | Evergreen Top 1000 "I Love You Because" | Evergreen Top 1000 "I Love You Because" | Evergreen Top 1000 "I Love You Because" | Evergreen Top 1000 "I Love You Because" | Evergreen Top 1000 "I Love You Because" | Evergreen Top 1000 "I Love You Because" |
| Jaar                                    | 2008                                    | 2009                                    | 2010                                    | 2011                                    | 2012                                    | 2013                                    | 2014                                    | 2015                                    | 2016                                    | 2017                                    | 2018                                    | 2019                                    | 2020                                    | 2021                                    | 2022                                    | 2023                                    |
| --------------------------------------- | --------------------------------------- | --------------------------------------- | --------------------------------------- | --------------------------------------- | --------------------------------------- | --------------------------------------- | --------------------------------------- | --------------------------------------- | --------------------------------------- | --------------------------------------- | --------------------------------------- | --------------------------------------- | --------------------------------------- | --------------------------------------- | --------------------------------------- | --------------------------------------- |
| Positie                                 | 11                                      | 58                                      | 66                                      | 66                                      | 76                                      | 53                                      | 39                                      | 36                                      | 30                                      | 66                                      | 114                                     | 103                                     | 75                                      | 88                                      | 111                                     | 143                                     |

### NPO Radio 2 Top 2000
| Nummer met noteringen in de NPO Radio 2 Top 2000 | '99  | '00 | '01  | '02 | '03  | '04  | '05  | '06  | '07 | '08  | '09  | '10  | '11  | '12  |
| ------------------------------------------------ | ---- | --- | ---- | --- | ---- | ---- | ---- | ---- | --- | ---- | ---- | ---- | ---- | ---- |
| I Love You Because                               | 1029 | -   | 1632 | -   | 1370 | 1582 | 1353 | 1289 | 548 | 1043 | 1573 | 1653 | 1947 | 1923 |

1. ↑  Een '-' betekent dat het nummer niet was genoteerd en een vetgedrukt getal geeft de hoogste notering aan.
2. ↑  Deze tabel is bijgewerkt tot en met de laatste editie (2024).